# Ollomont
Ollomont es un municipio italiano situado en Valle de Aosta. Tiene una población estimada, a fines de junio de 2023, de 168 habitantes.

## Evolución demográfica
| Gráfica de evolución demográfica de Ollomont entre 1861 y 2020 |
|                                                                |
| Fuente: ISTAT - Elaboración gráfica de Wikipedia               |